# Sombras de luz
Sombras de luz es una escultura situada en la ciudad de Gijón (Principado de Asturias, España). Conocida por los gijoneses con el sobrenombre de Las chaponas (o, en asturiano, Les chapones), está erigida en el paseo del Muro de San Lorenzo, entre las escaleras número 18 y 19 de la playa de San Lorenzo, principal arenal de la ciudad.

## Descripción
Se trata de una obra del escultor Fernando Alba Álvarez, levantada en la ciudad en el año 1998. 
Está hecha de acero corten y se compone por un conjunto formado por cuatro grandes planchas rectangulares, de unos cinco metros de altura, que están dispuestas en posición vertical y se encuentran orientadas a cada uno de los puntos cardinales. 
El autor buscaba jugar con las luces y las sombras, por lo que cada plancha ha sido perforada con círculos de distinto diámetro por los que penetra la luz, recreándose así distintas sombras en el suelo en función del momento del día.
Debido a su ubicación, en un espacio al lado del mar Cantábrico, en 2020 fue necesario llevar a cabo su reparación, dentro de un plan impulsado por el Ayuntamiento de Gijón mediante el que se restauraron varios monumentos de la ciudad.